# رضا (اسم)
رضا هو اسم علم مذكر ومؤنث من أصل عربي، ومعناه هو القناعة القبول بالمكتوب الاطمئنان.

## الأصل اللغوي
يعود أصل اسم "رضا" إلى الفعل "رضي" من مادة "ر ض ي"، ومعناه القناعة والقبول بالمتاح والاطمئنان.

## أشخاص باسم رضا
- علي الرضا ابن موسى الكاظم والإمام الثامن عند الشيعة
- رضا بهلوي شاه ايران الأسبق
- رضا بهلوي الثاني شاه ايران الأسبق
- رضا الصدر
- رضا حجازي سياسي مصري
- محمد رضا السيستاني مرجع شيعي وابن علي السيستاني

## وصلات خارجية
- موسوعة السلطان قابوس لأسماء العرب نسخة محفوظة 5 أبريل 2019 على موقع واي باك مشين.